# Harry Stack Sullivan
Pour les articles homonymes, voir Sullivan.
Herbert "Harry" Stack Sullivan, né le 21 février 1892 à Norwich dans l'État de New York et mort le 14 janvier 1949 dans le 1er arrondissement de Paris, est un psychiatre et psychanalyste américain. 

## Biographie

### Enfance et études
Enfant d'immigrants irlandais, Sullivan a grandi dans la ville de Norwich, New York. Il a fréquenté la Smyrna Union School, puis a passé deux ans à l'université Cornell à partir de 1909, obtenant son diplôme de médecine au Chicago College of Medicine and Surgery en 1917.

### Carrière
En 1921, il commence à travailler avec des patients schizophrènes au St Elisabeth Hospital de Washington, sous la direction de William Alanson White, puis au Sheppard-Pratt Hospital (Maryland ), où il met au point un suivi thérapeutique des jeunes schizophrènes, qui allie suivi individuel et approche par le milieu. Il fait la connaissance de Clara Thompson en 1923.
En 1927, il a examiné The Invert and his Social Adjustment, publié anonymement, et en 1929, il l'a qualifié de "document remarquable rédigé par un homosexuel raffiné, destiné principalement à servir de guide aux malheureux qui souffrent d'inversion sexuelle, et beaucoup moins critiquable que tout ce qui a été publié jusqu'à présent dans ce domaine".
Il est ami d'Abraham Brill et membre fondateur de la Whashington Psychoanalytic Society (1930), puis prend ses distances avec la psychanalyse freudienne, et se rapproche de la Whashington School of Psychiatry, qu'il dirige de 1936 à 1947, et de la revue Psychiatry ((1938).
Dans les années 1930, reconnaissant l'influence des sciences sociales en psychiatrie, Sullivan travaille avec les anthropologues Ruth Benedict, Margaret Mead et Bronislaw Malinowski, et le linguiste Edward Sapir. En 1936, avec Clara Thompson, Frieda Fromm-Reichmann et Erich Fromm, il crée le William Alanson White Institute. Il dirige, avec Frieda Fromm-Reichmann, la clinique Chesnut Lodge où, avec notamment Harold Searles et Donald D. Jackson, ils développent les principes d'une psychothérapie institutionnelle destinée notamment aux patients psychotiques et schizophrènes. De plus, ses travaux font partie, entre autres, des bases théoriques ayant influencé la genèse de la psychothérapie interpersonnelle.
En 1940 avec son collègue Winfred Overholser qui faisait partie du comité de l'American Psychiatric Society sur la mobilisation militaire, Sullivan a formulé des directives pour le dépistage psychologique des recrues de l'armée américaine. Il croyait, écrit un historien, "que la sexualité jouait un rôle minime dans la cause des troubles mentaux et que les homosexuels adultes devaient être acceptés et laissés tranquilles." Malgré tous ses efforts, d'autres ont inclus l'homosexualité comme une disqualification pour le service militaire.
À partir du 5 décembre 1940, Sullivan a servi de conseiller psychiatrique au directeur du Selective Service, Clarence A. Dykstra, mais il a démissionné en novembre 1941 après que le général Lewis B. Hershey, qui était hostile à la psychiatrie, soit devenu le directeur. Sullivan a ensuite participé à la création de l'Office of War Information en 1942. 

### Vie privée
À partir de 1927, Sullivan a entretenu une relation de 22 ans avec James Inscoe Sullivan.

### Décès
Il meurt à Paris le 14 janvier 1949.
Après la mort de Sullivan, Saul B. Newton et son épouse Jane Pearce, psychiatre et ancienne élève de Sullivan, ont créé le Sullivan Institute for Research in Psychoanalysis à New York.

## Travaux
Il est connu pour avoir défini la psychiatrie comme "l'étude du comportement interpersonnel" ce qui signifie que "la personnalité ne peut jamais être isolée des relations interpersonnelles complexes dans lesquelles vit une personne" et que "le domaine de la psychiatrie est le domaine des relations interpersonnelles dans toutes les circonstances dans lesquelles ces relations existent". Après avoir étudié les thérapeutes Sigmund Freud, Adolf Meyer et William Alanson White, il a consacré des années de travail clinique et de recherche à aider les personnes souffrant de troubles psychotiques.

## Publications
Bien que Sullivan ait peu publié de son vivant, il a influencé des générations de professionnels de la santé mentale, notamment par ses conférences à la Chestnut Lodge de Rockville, dans le Maryland, près de Washington, DC. Leston Havens l'a qualifié d'influence souterraine la plus importante de la psychanalyse américaine. Ses idées ont été rassemblées et publiées à titre posthume, sous la direction de Helen Swick Perry, qui a également publié une biographie détaillée en 1982.

### Archives
Ouvrages conservés dans les collections spéciales (MSA SC 5547) aux Maryland State Archives à Annapolis : 
- Conceptions of Modern Psychiatry, Soundscriber Transcriptions (février 1945-mai 1945) ;
- Lectures 1-97 (commence le 2 octobre 1942) ;
- Georgetown University Medical School Lectures (1939) ;
- Personal Psychopathology (1929-1933) ;
- The Psychiatry of Character and its Deviations- notes regroupées.

### Ouvrages
- The Interpersonal Theory of Psychiatry (1953)
- "The Psychiatric Interview" (1954)
- Conceptions of Modern Psychiatry (1947/1966)
- La schizophrénie, un processus humain, Érès, 1998  (ISBN 2865865746)